# Ерофеев, Андрей Владимирович (хоккеист)
Андрей Владимирович Ерофеев (род. 29 января 1995, Нижний Тагил, Свердловская область) — российский хоккеист, нападающий. Мастер спорта России.

## Биография
Начинал заниматьсся в «Спутнике» Нижний Тагил, воспитанник челябинского «Трактора», тренеры Виктор Ветшев, Станислав Шадрин.
В сезонах 2012/13 — 2014/15 игрок команды МХЛ «Белые медведи». В сезонах 2013/14 — 2016/17 также играл в ВХЛ за «Челмет». В октяре 2014 года провёл пять матчей в КХЛ за «Трактор». В сезоне-2017/18 играл в ВХЛ за тюменский «Рубин», затем вернулся в «Челмет». В сезонах 2018/19 — 2019/20 также провёл 28 матчей за «Трактор». Сезон-2024/25 провёл в «Зауралье» Курган, с сезона-2025/26 — в ижевской «Ижстали».
Победитель хоккейного турнира зимней Универсиады 2017.